# レイナルド・ピウシ
レイナルド・ピウシ・メンドーサ（Reinaldo Piussi Mendoza、1999年5月18日 - ）は、メジャーリーグラグビー、マイアミ・シャークスに所属するウルグアイ・モンテビデオ出身のラグビーユニオン選手。ポジションはプロップ(PR)。ウルグアイ代表。

## 略歴
U-20ウルグアイ代表に選ばれたことがある。
ペニャロールでプレーしていた2023年には、ラグビーワールドカップ2023のウルグアイ代表に選出された。
2024年、マイアミ・シャークスに加入。